# Provincia de Linares
La Provincia de Linares es una provincia chilena localizada en la Región del Maule, en la zona central de Chile, cuya capital y centro más poblado es la ciudad de Linares.

## Historia
En 1974, durante la dictadura militar, ocurre un cambio en la división política-administrativa del país, con la creación de las regiones. Se crea la Región del Maule compuesta de las provincias de Curicó, Linares, Maule y Talca, a las que se le suma posteriormente la Provincia de Cauquenes. La región es regida por un intendente, y la provincia es regida por un gobernador. Se reforma el nivel provincial y el nivel comunal. Se suprimen los departamentos y distritos (estos últimos actualmente se utilizan por el INE como distritos censales para efectos de los censos). La región de Maule y la nueva provincia de Linares entraron en vigencia el 1 de enero de 1976.

## Geografía

### Situación y orografía
En el territorio continental de Chile, Linares ocupa el exacto centro geográfico.[cita requerida]  Limita al norte con la Provincia de Talca, al oeste con la Provincia de Cauquenes y con las comunas de Constitución y Empedrado, de la Provincia de Talca, al sur con la Provincia de Punilla de la Región de Ñuble y al este con la República Argentina.  
Linares es la única provincia de la Región del Maule que no tiene acceso al mar. Situada entre los ríos Maule por el norte (límite con la Provincia de Talca) y Perquilauquén, por el sur (límite con la Provincia de Punilla, de la Región de Ñuble), la Cordillera de los Andes por el este y el Valle de Cauquenes por el oeste. La provincia tiene 10 050 kilómetros cuadrados de superficie y presenta un aspecto preferentemente llano en su sector central (depresión intermedia), sólo interrumpido al noroeste por la Cordillera de la Costa y, al sur, por los lomajes del sector de Parral.
El sector cordillerano de la provincia se extiende desde el límite con el Valle Central hasta la frontera con Argentina. Se divide en el sector precordillera y el sector Cordillera, a partir de los 900 m s. n. m. hasta la frontera con Argentina. La precordillera, con un territorio generalmente de difícil penetración por sus laderas abruptas y ríos encajonados, comprende el piedemonte y los primeros cerros del macizo Andino. La Cordillera de los Andes, propiamente tal, cuya altura es considerablemente menor respecto de las regiones más septentrionales (promedio inferior a 4000 m s. n. m.), tiene como sus mayores alturas el cerro El Toro (3081 m s. n. m.) y el Nevado de Longaví (3242 m s. n. m.).

### Hidrografía
Entre los numerosos ríos de la provincia, destacan los siguientes: Achibueno, Ancoa, Putagán, Longaví, Melado, Maule, Perquilauquén, Loncomilla y Purapel.

### Flora y fauna
La vegetación natural de la provincia se compone principalmente de matorrales y pastos, mientras que hacia el este crecen importantes extensiones de bosque como el de boldo y sauce chileno. En la precordillera de la provincia destacan las especies nativas, como es el caso del belloto del sur, especie en peligro de extinción y que no está en ninguna otra área silvestre protegida por el Estado. Se encuentran además: el roble maulino, roble, coigüe, ciprés de la Cordillera, peumo, litre, quillay y avellano. En cuanto a las especies exóticas, en Copihue, comuna de Retiro, se encuentra el mayor bosque de álamos del país, dentro de la hacienda de la Compañía Chilena de Fósforos.
En la fauna precordillerana, las aves son las más abundantes, encontrándose el carpintero negro, pitío, loro tricahue, viudita, fio-fío, cata, tiuque y chercán. En la cordillera, destacan el cóndor, el loro tricahue, el águila chilena, el halcón peregrino, el tiuque, el carpintero negro y el chercán.

## Economía
En 2018, la cantidad de empresas registradas en la provincia de Linares fue de 5.111. El Índice de Complejidad Económica (ECI) en el mismo año fue de 0,21, mientras que las actividades económicas con mayor índice de Ventaja Comparativa Revelada (RCA) fueron Cultivo de Fibras Vegetales Industriales (243,72), Cultivo de Especias (50,36) y Cultivo de Arroz (45,81).

## Demografía
El censo de 2002 dio, para la Provincia de Linares, una población total de 253 990 habitantes, lo que representa un incremento de 4789 personas en 10 años (aprox. 2%). El índice de masculinidad (relación población masculina/población femenina) de la provincia es de 100. El 55% de la población, es decir 139.742 personas, habita en áreas urbanas y el 45%, 114 248 personas, lo hace en áreas rurales, lo que le confiere a la provincia de Linares la característica de ser una de las entidades provinciales con más alta tasa de población rural en Chile.

## Comunas

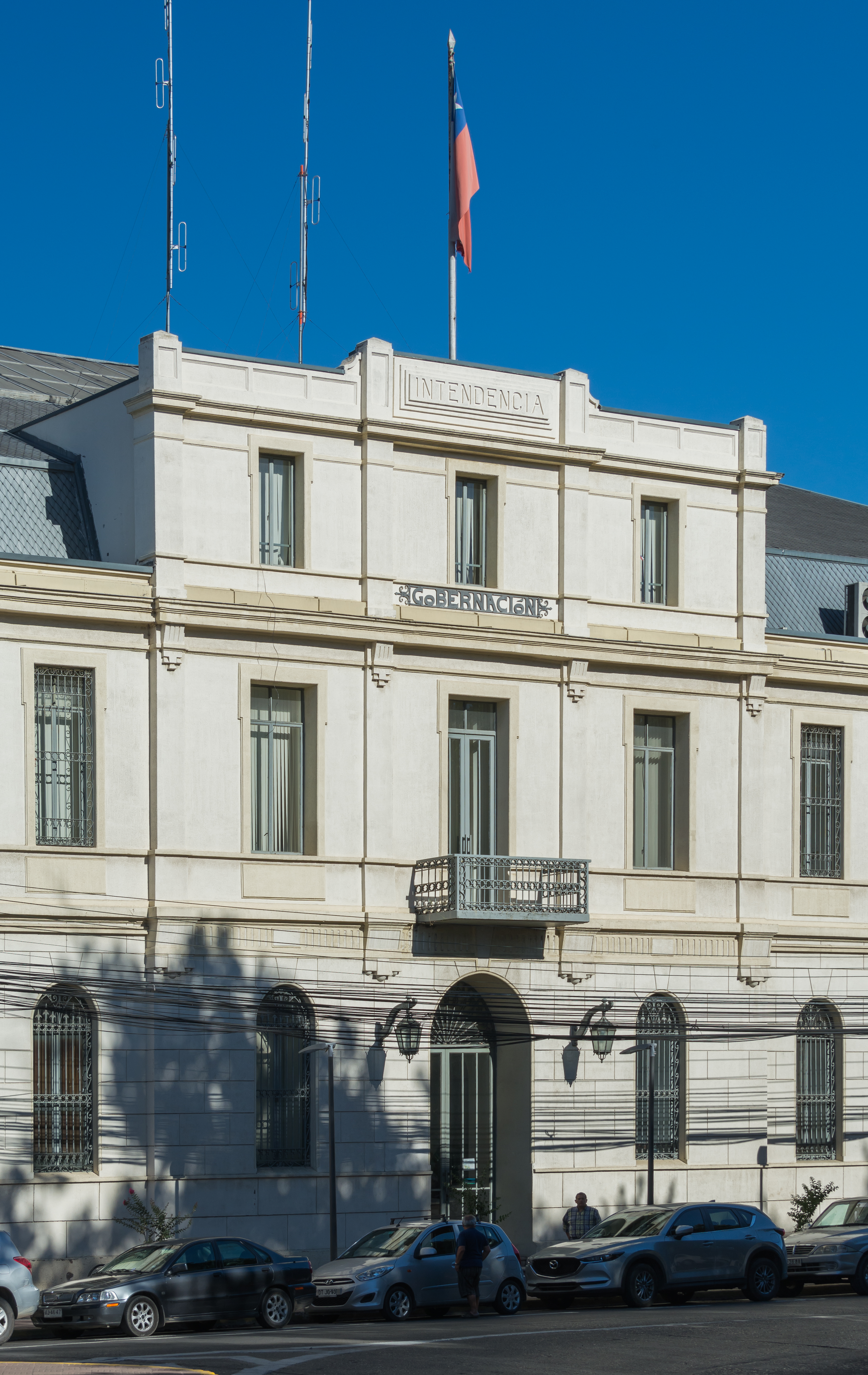
Delegación provincial de Linares.

La provincia de Linares está integrada por las siguientes 8  comunas:
- Linares
- Colbún
- Longaví
- Parral
- Retiro
- San Javier de Loncomilla
- Villa Alegre
- Yerbas Buenas

## Autoridades
Las autoridades son nombradas directamente por el Presidente de la República y se mantienen en su cargo mientras cuenten con su confianza.

### Gobernador provincial (1977-2021)

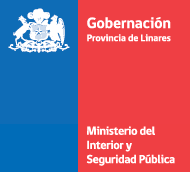
Logotipo de la Gobernación de la Provincia de Linares hasta 2021.

Los siguientes fueron los gobernadores provinciales de Linares.
| Gobernador(a)                          | Partido                    | Partido                    | Inicio                  | Final                   | Presidente(a) | Presidente(a)           |
| -------------------------------------- | -------------------------- | -------------------------- | ----------------------- | ----------------------- | ------------- | ----------------------- |
| Patricio Gualda Tiffani                |                            | Militar                    | Enero de 1977           | Febrero de 1981         |               | Augusto Pinochet        |
| Ricardo Gaete Villaseñor               | febrero de 1983            | Militar                    | noviembre de 1984       |                         |               | Augusto Pinochet        |
| Titular(es) desconocido(s)             | Titular(es) desconocido(s) | Titular(es) desconocido(s) | noviembre de 1984       | 11 de marzo de 1990     |               | Augusto Pinochet        |
| Manuel Francisco Mesa Seco             |                            | PDC                        | 11 de marzo de 1990     | 29 de abril de 1991     |               | Patricio Aylwin         |
| Guillermo Espinoza Acuña               | 1991                       | PDC                        | 11 de marzo de 1994     |                         |               | Patricio Aylwin         |
| Víctor Paulino Chávez Pérez            |                            | PRSD                       | 11 de marzo de 1994     | 11 de marzo de 1998     |               | Eduardo Frei Ruíz-Tagle |
| Manuel Jesús Sáez Vera                 | 1998                       | PRSD                       | 11 de marzo de 2000     |                         |               | Eduardo Frei Ruíz-Tagle |
| Rodrigo Hermosilla Gatica              |                            | PS                         | 11 de marzo de 2000     | 11 de marzo de 2004     |               | Ricardo Lagos           |
| María Angélica Veloso Alegría          | 11 de marzo de 2004        | PS                         | 11 de marzo de 2006     |                         |               | Ricardo Lagos           |
| Gloria Alegría Vásquez                 |                            | PDC                        | 11 de marzo de 2006     | 21 de enero de 2007     |               | Michelle Bachelet       |
| Luis Suazo Roca                        | 22 de enero de 2007        | PDC                        | 23 de enero de 2009     |                         |               | Michelle Bachelet       |
| María del Carmen Pérez Donoso          | 23 de enero de 2009        | PDC                        | 11 de marzo de 2010     |                         |               | Michelle Bachelet       |
| María Eugenia Hormazábal               |                            | RN                         | 11 de marzo de 2010     | 11 de marzo de 2014     |               | Sebastián Piñera        |
| Claudia Loreto Aravena Lagos           |                            | PDC                        | 11 de marzo de 2014 -   | 19 de noviembre de 2016 |               | Michelle Bachelet       |
| Rafael Viguera (s)                     |                            | PPD                        | 19 de noviembre de 2016 | 15 de febrero de 2017   |               | Michelle Bachelet       |
| Pedro Pablo Enrique Fernández Chavarri |                            | PDC                        | 15 de febrero de 2017   | 11 de marzo de 2018     |               | Michelle Bachelet       |
| Claudia Jorquera Coria                 |                            | UDI                        | 11 de marzo de 2018     | 14 de julio de 2021     |               | Sebastián Piñera        |

### Delegado presidencial provincial (Desde 2021)

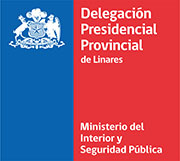
Logotipo de la Delegación Presidencial Provincial de Linares desde 2021.

Nuevo cargo que reemplaza la figura de Gobernador provincial.
| Delegado(a)                | Partido                  | Partido | Inicio              | Final                    | Presidente(a) | Presidente(a)    |
| -------------------------- | ------------------------ | ------- | ------------------- | ------------------------ | ------------- | ---------------- |
| Claudia Jorquera Coria     |                          | UDI     | 14 de julio de 2021 | 13 de septiembre de 2021 |               | Sebastián Piñera |
| Pablo Sepúlveda Gutiérrez  | 13 de septiembre de 2021 | UDI     | 11 de marzo de 2022 |                          |               | Sebastián Piñera |
| Priscila González Carrillo |                          | PCCh    | 11 de marzo de 2022 | 1 de septiembre de 2023  |               | Gabriel Boric    |
| Aly Valderrama Villaroel   | 1 de septiembre de 2023  | PCCh    | En el cargo         |                          |               | Gabriel Boric    |

## Agricultura y ganadería
En agricultura se destacan los cultivos de cereales como el arroz, trigo, maíz y avena, así como hortalizas como remolacha, repollo, lechuga y acelga y legumbres: poroto. Linares es la principal provincia productora de arroz, en Chile; de hecho, el 78% de la producción nacional de este cereal se da en esta provincia, principalmente alrededor de Parral. También destaca una incipiente silvicultura hacia el oriente de la provincia así como en áreas de la Cordillera de la Costa. 
En la provincia de Linares, ha existido, tradicionalmente, un importante desarrollo de la vitivinicultura. Ya, a principios del siglo XVIII, bodegueros de la actual provincia de Linares, tenían las viñas más grandes del entonces Partido del Maule, en Putagán, cerca de Villa Alegre. Actualmente, la producción de vinos en Linares constituye uno de los rubros más importantes de la economía provincial, y tanto la calidad como las variedades de la producción vinícola van en progresivo aumento. El último Censo Agropecuario y Forestal muestra que la Provincia tiene el más elevado número de viñedos de la Región, que suman más de 81 mil hectáreas. Los viñedos más extensos y productivos de la provincia se concentran en las comunas de San Javier y Villa Alegre, las que también concentran el mayor número de explotaciones vitivinícolas de la Provincia, que totalizan más de 55 mil hectáreas.
En cuanto a la ganadería, destaca la crianza de ganado bovino, equino y porcino.

## Turismo en la Provincia de Linares

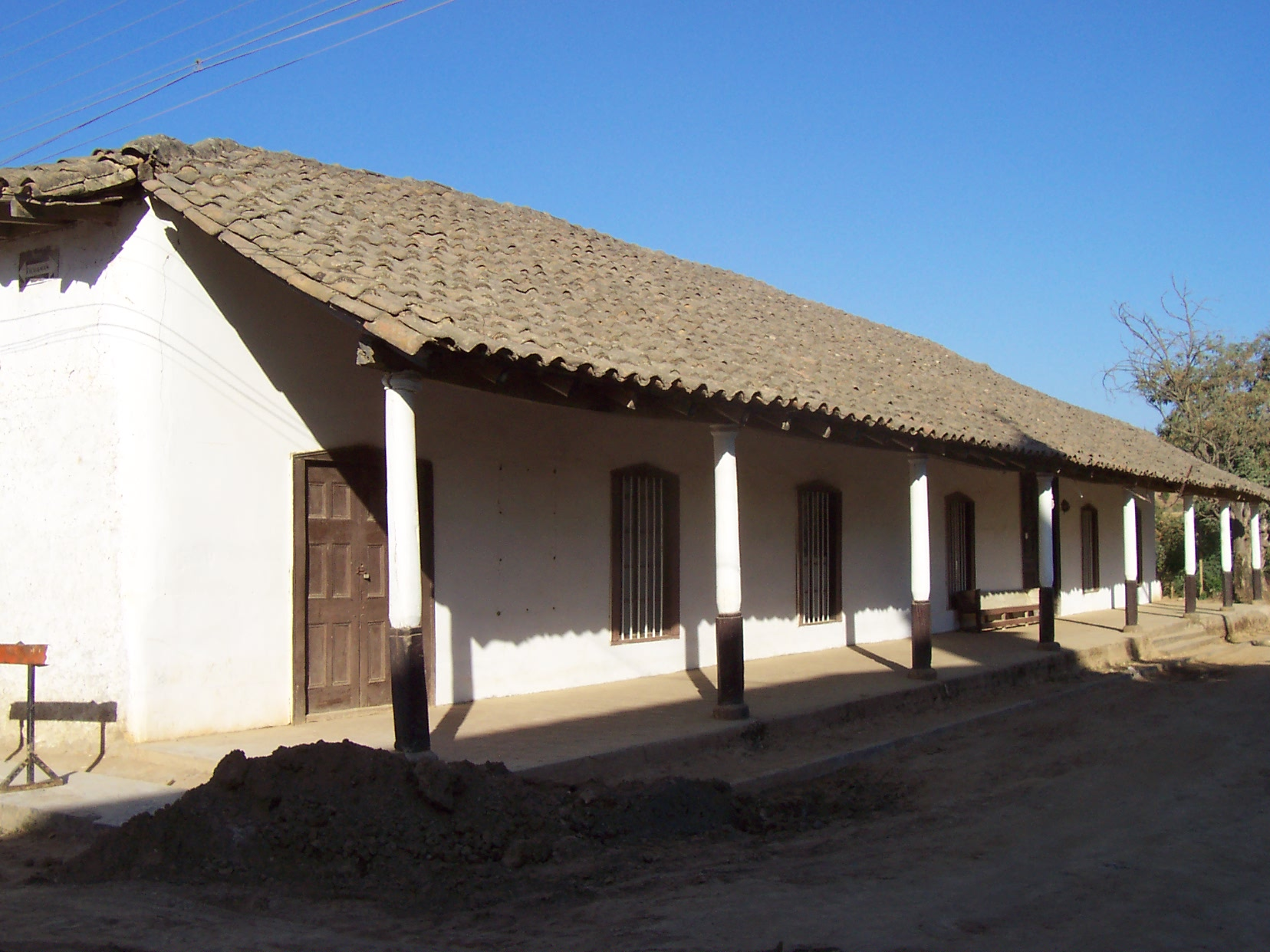
Antigua Casa Patronal en Nirivilo, lugar tradicional de la provincia.

En la provincia se encuentran varios reputados y tradicionales establecimientos termales:
- Ubicadas al interior del pueblo del mismo nombre, las Termas de Panimávida constituyen un conocido centro termal. Se encuentran a 69 kilómetros al sudeste de Talca y a 20 kilómetros al noreste de Linares, en la precordillera de la VII Región del Maule.

- Las Termas de Quinamávida, a 18 kilómetros al noreste de Linares, poseen modernas y atractivas instalaciones y son popular centro turístico y sede de numerosos congresos y reuniones.

- Las Termas de Catillo, en la precordillera de Parral representan otro tradicional y conocido polo termal de la provincia y de la Zona Central de Chile.

Otra alternativa para visitar es el embalse de Colbún, que abastece de energía eléctrica a gran parte del país y presenta oportunidades para la práctica de deportes náuticos y regatas.

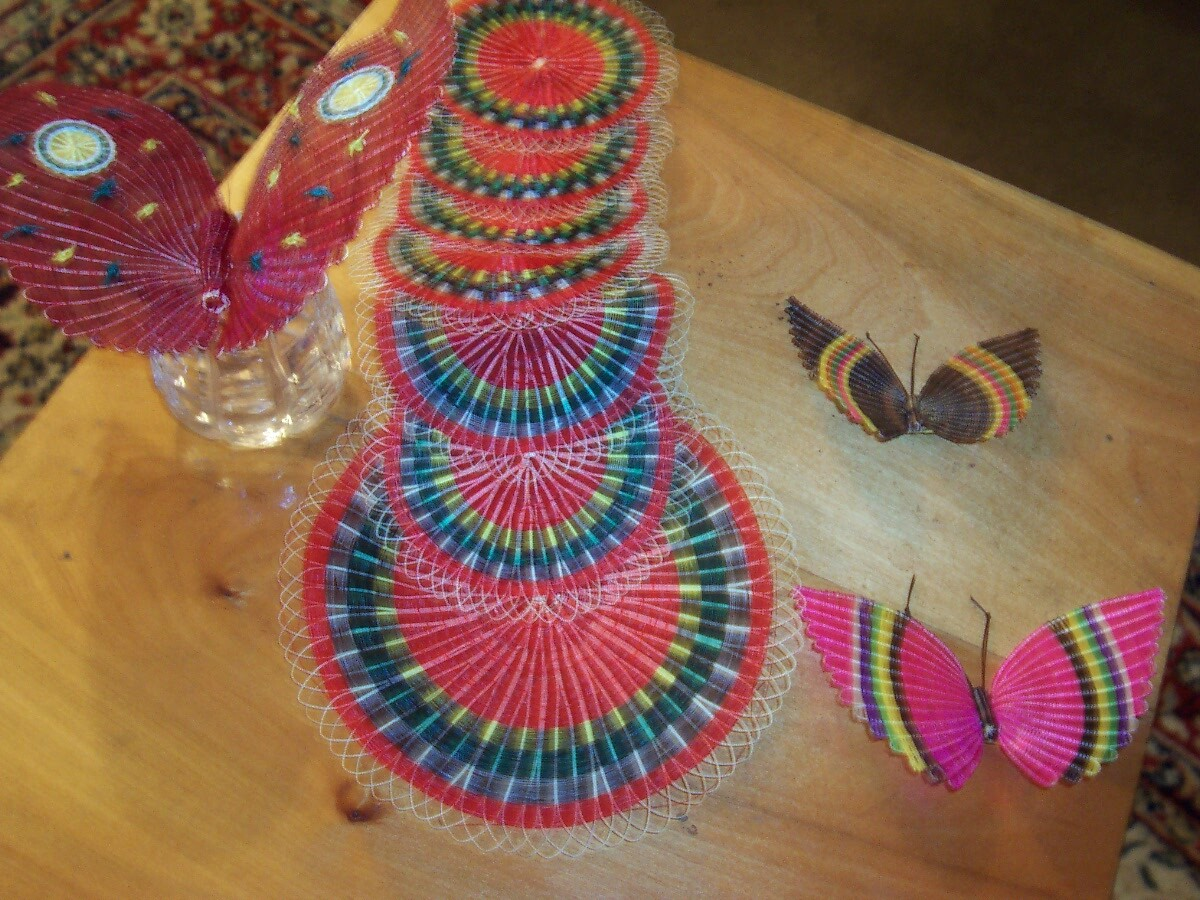
Artesanía en crin de Rari.

El pueblo de Rari, vecino a Panimávida, es famoso por sus únicas y hermosas artesanías en crin de caballo.
Yerbas Buenas y Villa Alegre son dos hermosos pueblos con excelentes ejemplos de bien preservada arquitectura de tipo colonial. En ambos existen atractivos Museos Históricos, con exposiciones permanentes de gran interés. En Villa Alegre, un característico detalle de sus calles y paseos públicos, es que están adornados por naranjos.
En los sectores precordilleranos de la provincia, es de mucho interés turístico el embalse Ancoa, que sirve como regadío para agricultores. En los sectores circundantes a este, se encuentran cerros con hermosos bosques de especies endémicas u originarias, la llamada "piscina" natural y el estero que alimenta de agua a ésta.
Un poco más hacia el este se encuentra la localidad de Chupallar donde existen diferentes lugares para la práctica de deportes, entre ellos la pesca deportiva, que se puede practicar durante todo el año, con políticas de conservación durante algunas fechas y estaciones.
Bajando hacia Linares, se encuentran las localidades de Vega Ancoa y Duraznillo, donde hay zonas de camping, cabañas, hostales y restaurantes.

## Transporte
El transporte de pasajeros entre Linares y otras ciudades de la zona central, especialmente Santiago, se realiza a través de:
- Empresa de los Ferrocarriles del Estado
- Buses Altas Cumbres
- Buses Linatal
- Buses Pulman del Sur
- Buses Interbus

## Personas ilustres nacidas en la Provincia de Linares
Entre las numerosas personalidades nacidas en la provincia se destacan:
- Pablo Neruda, poeta y Premio Nobel de Literatura, nacido en Parral, Provincia de Linares.
- Juan Ignacio Molina (Abate Molina), Sacerdote, Naturalista y Cronista chileno
- Carlos Ibáñez del Campo, militar y Político, dos veces Presidente de la República
- Arturo Alessandri Palma, político y Hombre de Estado, dos veces Presidente de la República
- Valentín Letelier, Educador, Historiador y Político
- Margot Loyola Palacios, Folclorista, intérprete y estudiosa del folclore
- Edilberto Domarchi Villagra, Escritor y Poeta
- Eduardo Anguita, Poeta
- Rubén Campos Aragón, Poeta
- Max Jara (Maximiliano Jara Troncoso), Escritor
- Jerónimo Lagos Lisboa, Escritor y Poeta
- Malaquías Concha Ortiz, Líder social y Político
- Glenda Valeska Hernández Aguayo, cantautora y religiosa consagrada.
- Januario Espinoza del Campo, Escritor y periodista
- Germán Segura, Cirujano del buque "Esmeralda", para la Batalla naval de Iquique
- Pedro Pablo Dartnell, militar chileno y miembro de la junta de gobierno de 1925
- Francisco Frías Valenzuela, historiador
- Basilio Urrutia, general, Comandante en Jefe del Ejército de Chile.
- Adolfo Ibáñez Boggiano, empresario, creador de la universidad que lleva su nombre
- Daniel Rebolledo Sepúlveda, héroe de la guerra del Pacífico.
- Néstor Meza Villalobos, historiador, Premio Nacional de Historia.
- Juan Enrique Coeymans Avaria, ingeniero, Decano Ingeniería Universidad Católica de Chile.